# 阿波市立柿原小学校
阿波市立柿原小学校（あわしりつ かきはらしょうがっこう）は、徳島県阿波市吉野町柿原にある公立小学校。

## 沿革
- 1874年（明治07年） - 創立。
- 1957年（昭和32年） - 町村合併のため吉野町立柿原小学校となる。
- 2005年（平成17年） - 町村合併のため阿波市立柿原小学校となる。

## 通学区域が隣接している学校
- 阿波市立一条小学校
- 阿波市立御所小学校
- 阿波市立土成小学校
- 吉野川市立知恵島小学校
- 吉野川市立牛島小学校